# Diogo Gama
Diogo Gama (Lisboa, 15 de julho de 1981) é um ex-jogador de rugby union português que atuava na posição de centro. Licenciado em Educação Física, também frequentou o Curso de Diétética na ESTESL. já viveu em Madrid onde trabalhava como preparador Fisico de Futebol no Real Madrid CF.
Foi o único jogador do Benfica presente na Seleção Nacional que jogou na fase final do Campeonato do Mundo de Râguebi de 2007. Jogou com a Itália, na derrota por 5-31. Depois da competição foi contratado pelo CRC Madrid Noroeste, de Espanha. Conta actualmente com 11 jogos pela Seleção Nacional, os Lobos.
Atualmente é também treinador da equipa de râguebi do escalão sub-18 do Benfica. 